# Elaeocarpus lawasii
Elaeocarpus lawasii är en tvåhjärtbladig växtart som beskrevs av Weibel. Elaeocarpus lawasii ingår i släktet Elaeocarpus och familjen Elaeocarpaceae. Inga underarter finns listade i Catalogue of Life.